# Hematoma subdural
Un hematoma subdural, també conegut com una hemorràgia subdural, és un tipus d'hematoma, generalment associat amb una lesió cerebral traumàtica. La sang queda atrapada en les meninges, concretament entre les capes de la duramàter, que s'adhereix al crani, i l'aracnoide, que queda per sota. En general, són deguts a estrips dels sins venosos que travessen l'espai subdural, les hemorràgies subdurals poden causar un augment en la pressió intracranial, que pot causar la compressió i dany al delicat teixit cerebral. Els hematomes subdurals poden ser mortals quan són aguts. Els hematomes subdurals crònics, però, tenen un millor pronòstic, si es tracten correctament. Aquests darrers poden derivar en higroma subdural.
En contrast, els hematomes extradurals generalment són causats per estrips en les artèries, que ocasionen una acumulació de sang entre la duramàter i el crani.